# Підземне розроблення родовищ

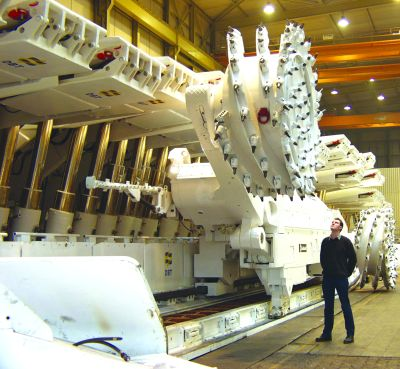
Гірниче обладнання для потужних лав: гідравлічне кріплення, комбайн і конвеєр.

Підзе́мне розро́блення родо́вищ кори́сних копа́лин — видобування корисних копалин з надр Землі підземним способом — шляхом проведення системи розкривних, підготовчих та очисних гірничих виробок, або з використанням геотехнологічних способів видобування.

## Загальна характеристика
Традиційним і поки що найпоширенішим є розроблення твердих копалин (у шахтах, на рудниках), під час якого агрегатний стан речовини (копалини) не змінюється. Полягає у розкритті родовища (проведенні капітальних гірничих виробок), підготуванні його до експлуатації і веденні видобувних робіт шахтним способом.
Також застосовують підземне розроблення родовищ з частковою або повною зміною агрегатного стану корисних копалин, використовуючи бурові свердловини (підземна сублімація, розчинення підземне, вилуговування підземне тощо). Ці способи по суті поєднують власне видобуток і збагачення корисних копалин. Очікується розроблення технології підземного і підводного видобутку кристалогідратів.

## Основні системи
Основні системи традиційного підземного розроблення родовищ корисних копалин можна розділити на дві групи: системи підземної розробки вугільних родовищ; системи підземної розробки рудних родовищ. Найпоширеніша галузева класифікація систем:
- Системи розроблення без розділення на шари:
  - суцільні за простяганням, за підняттям (падінням);
  - стовпові:
    - довгими стовпами;
    - короткими стовпами;
    - довгими стовпами за підняттям (падінням);
    - щитові;

  - камерні;
  - комбіновані:
    - камерно-стовпове;
    - парними штреками;
    - суцільне з елементами стовпового;
    - стовпове з елементами суцільного.
- Системи розроблення з розділенням на шари:
  - горизонтальними шарами;
  - похилими шарами;
  - поперечно-похилими шарами;
  - діагональними шарами;
  - комбіноване з гнучким перекриттям.

## Перспективи
Перспективи підземного розроблення родовищ корисних копалин пов'язані з розробленням гірничих машин нового покоління — автоматизованих і автоматичних комплексів з тенденцією все меншої безпосередньої участі людини у процесі виймання корисних копалин з пласта, переходом розроблення на все більші глибини, розвитком екологічно чистих маловідходних і ресурсозберігаючих комплексних технологій, зокрема типу «видобуток — первинне перероблення».